# تمثال زوس

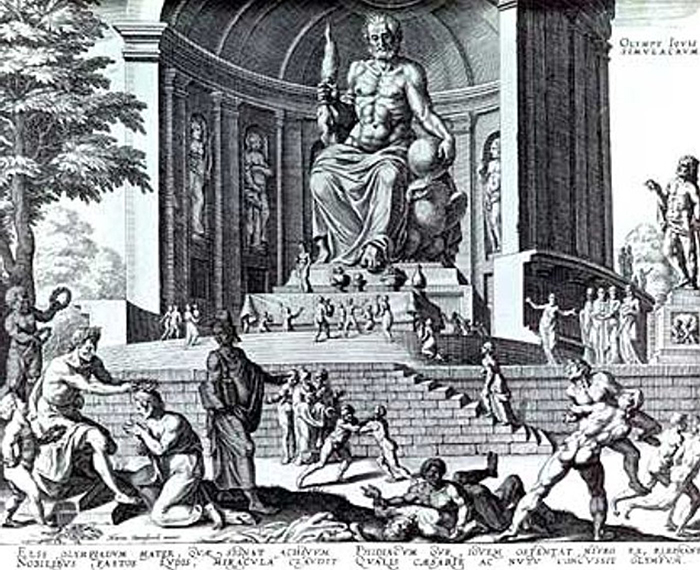
تمثال زيوس

زيوس هو كبير آلهة الإغريق القدماء، وأحد شخصيات الأساطير الإغريقية الشهيرة التي حظيت بإجلال وتقدير الشعب الإغريقي وذلك لقوته التي يمتع بها وبطولته وشجاعته، بحسب ما جاء في إحدى الأساطير التي تروي أنه أصغر أبناء إثنين من الآلهة الجبابرة، وهما كرونوس وريا، بينما كان بقية اخوته بوزيدون، هيرا (التي تزوجها فيما بعد)، ديمتر، وهيسيتا في عداد الأموات لأن أباهم كرونوس ابتلعهم فور ولادتهم ماعدا زيوس، الذي استطاعت أمه انقاذه عندما خبأته في جزيرة كريت التي نشأ وترعرع بها.
وعندما كبر أجبر والده كرونوس على إرجاع اخوته الذين ابتلعهم، وعندما فعل الأب ذلك اتحد الإخوة جميعا بزعامة زيوس للانتقام من الأب الذي تحالف مع آلهة آخرى. ولقد استطاع زيوس وإخوته تحقيق النصر والقضاء على الجبابرة، وأصبح ملكا على السماء، وصاحب الفضلية والكلمة العليا بين جميع الآلهة.
وتخليدًا وتمجيدًا لذلك الإله قرر مجلس الأولمبيا بناء تمثال ضخم للإله زيوس عام 438 ق.م، حيث عهد للنحات اليوناني الشهير فيدياس بنحت التمثال الذي بلغ ارتفاعه فوق القاعدة أكثر من 13 مترا، بينما بلغ ارتفاع القاعدة حوالي 6 أمتار.
وتم صنع جسد التمثال من العاج، بينما صنعت العباءة التي يرتديها زيوس في التمثال من الذهب الخالص، أما القاعدة فكانت من الرخام الأسود، وتعد الأثر الوحيد المتبقي من أجزاء التمثال.